# Kronenbourg
Kronenbourg (in de volksmond ook wel Kro genoemd) is het grootste biermerk van Frankrijk. Het wordt gebrouwen door de Brasseries Kronenbourg, waarvan het hoofdkantoor in de stad Straatsburg staat. Het bier wordt gebrouwen in de plaats Obernai. De Brasseries Kronenbourg zijn onderdeel van het Deense bedrijf Carlsberg.
Het merk Kronenbourg bestaat sinds 1947, als Jérôme Hatt, nakomeling van de oprichter van de brouwerij, terugkomt naar Straatsburg en het belangrijkste merk van het bedrijf, Tigre Bock, hernoemt naar de Straatsburgse wijk Cronenbourg, waar dan de brouwerij nog staat. Hij vervangt hierbij de eerste letter door een 'K', om het merk een Duits aanzien te geven, wat voor kwaliteit zou staan.
Omstreeks 2015 is Kronenbourg het meest gedronken bier in Frankrijk: een op de vijf biertjes die in het land gedronken worden, zijn van dat merk. Het is het eerste merk dat in de horeca geschonken wordt en in supermarkten verkocht, en van alle producten in de supermarkt is het zelfs het achtste merk in Frankrijk.
Alle varianten van Kronenbourg zijn voorzien van een rood-wit geblokt etiket omdat dit de kleuren van de Elzas zijn, waar het bier vandaan komt. Boven het wapenschild op het etiket is een klein kroontje geplaatst (Elzassisch: Krone) en in het schildje een kasteel (Elzassisch: Burg).
Van het bier bestaan de volgende varianten:
- Kronenbourg, de klassieke pilsner, met 4,2% alcohol, verkrijgbaar in flesjes van 25cl en 33cl, en blikjes van 33cl en 50cl.
- Kronenbourg 7.2 Blonde, blondbier met 7,2% alcohol
- Kronenbourg 7.2 Ambrée, een donkerder biertje met 7,2% alcohol
- Kronenbourg extra fine, met 30% minder calorieën
- Kronenbourg Pur Malt, zonder alcohol
- Kronenbourg Fleuron d'Alsace, een bier dat alleen in fusten verkocht wordt en een wat rijkere smaak heeft.
- Kronenbourg 1664 Blanc, tarwe bier met 5% alcohol[2]
- Kronenbourg 1664 Blanc Fruits Rouges, tarwe bier met 4,5% alcohol[3]